# Auchmis detersa
Auchmis detersa är en fjärilsart som beskrevs av Eugen Johann Christoph Esper 1791. Auchmis detersa ingår i släktet Auchmis och familjen nattflyn. Inga underarter finns listade i Catalogue of Life.